# Galzuur
Galzuren zijn onderdeel van de gal, de vloeistof die door de lever wordt uitgescheiden. Galzuren ontstaan door hydroxylatie en oxidatie van cholesterol. De galzuren worden in de ingewanden omgezet in galzouten door contact met een kation, zoals natrium. De belangrijkste galzouten zijn echter glycocholaat en taurocholaat, die een verbinding zijn van galzuur met respectievelijk glycine (een aminozuur) en taurine.
Hoewel galzuur in zijn structuur erg op de steroïden lijkt, vormt de oriëntatie van het waterstof-atoom op C5 (in de figuur hieronder het laagst aangegeven waterstof-atoom) een wezenlijk verschil.  De cis-ringkoppeling veroorzaakt een knak in het molecuul, die bij de voor de steroidhormonen gebruikelijke trans-koppeling ontbreekt.  De galzuren zijn daarmee een duidelijk derivaat van 5β-gonaan.
Door de galzuren in de gal worden vetten geëmulgeerd en ontstaan micellen zodat de vetten makkelijker verteerbaar zijn. De belangrijkste galzuren zijn:
|                                                                                |              |                   |
| Structuurformule van cholzuur (cholaanzuur), de basisverbinding voor galzuren. | Galzuur      | Chenodeoxygalzuur |
|                                                                                |              |                   |
| Glycogalzuur                                                                   | Taurogalzuur | Deoxygalzuur      |